# Meet the Robinsons
Meet the Robinsons is een Amerikaanse animatiefilm van Walt Disney uit Film in 2007. De film ging in de Verenigde Staten op 30 maart 2007 in in première. In Nederland was de film vanaf 10 oktober in de bioscoop te zien. Het is de 47ste speelfilm van Disney, en derde computeranimatiefilm die geheel is geproduceerd door Disney zelf.
De film is in een 3D-versie uitgebracht.

## Verhaal
Bij aanvang van de film laat een jonge vrouw haar pasgeboren zoon achter bij een weeshuis. 12 jaar later woont de jongen, Lewis genaamd, hier nog steeds. Hij is een wonderkind en briljant uitvinder. Zijn nieuwste creatie is een scanner die verloren herinneringen kan terughalen. Hiermee hoopt hij zich zijn biologische moeder te kunnen herinneren. Zijn kamergenoot Mike Yagoobian (Goob) helpt hem bij het bouwen, maar mist zo een aantal wedstrijden van zijn honkbalteam.
Tijdens de wetenschapsbeurs van zijn school wordt Lewis benaderd door de 13-jarige jongen Wilbur Robinson, die beweert een tijdagent te zijn uit de toekomst. Volgens hem heeft een man met een bolhoed een tijdmachine gestolen. Deze zelfde man steelt even later ook Lewis’ geheugenscanner.
Wilbur neemt Lewis mee naar het jaar 2037 om te bewijzen dat hij echt uit de toekomst komt. Ondertussen zoekt de man met de bolhoed contact met Goob en probeert hem tegen Lewis op te zetten. In de toekomst beseft Lewis dat hij de tijdmachine kan gebruiken om zijn moeder te zien. Wilbur staat erop dat Lewis eerst zijn geheugenscanner gaat halen. Wel laat hij Lewis kennismaken met de rest van zijn familie.
De man met de bolhoed en zijn robotische handlanger Doris komen ook naar de toekomst om Lewis te ontvoeren. Hij brengt met zijn eigen tijdmachine een Tyrannosaurus naar de toekomst maar de Robinsonfamilie kan de aanval afslaan. Wanneer naderhand blijkt dat Wilbur niet van plan is hem te helpen zijn moeder te zien, vlucht Lewis weg. Hij wordt gevonden door de man met de bolhoed. Deze onthult zichzelf als een oudere, verbitterde versie van Mike Yagoobian (Goob). Hij onthult tevens dat Wilbur Lewis’ toekomstige zoon is, en de Robinsons dus zijn familie zijn. De reden dat de oudere Goob achter Lewis aanzit, is omdat de jonge Goob door zijn hulpvaardigheid voor Lewis een belangrijke honkbalwedstrijd miste door slaapgebrek, wat zijn leven nadien tot een ramp maakte. Als wraak wil hij nu Lewis’ carrière ruïneren door zijn uitvinding, de geheugenscanner, te plagiariseren.
Wat zowel Goob als Lewis niet doorhebben, is dat tijdens dit alles, Doris aan zijn eigen plannen werkt. Hij verandert het verleden op een dusdanige manier dat hij de wereldmacht in handen krijgt. Lewis kan dit alles terugdraaien door te voorkomen dat Doris ooit wordt uitgevonden. Goob schaamt zich nu voor wat hij heeft gedaan en vertrekt met onbekende bestemming.
Naderhand houdt Wilbur alsnog zijn belofte en toont Lewis in het verleden zijn moeder. Daarna verandert Lewis met de tijdmachine nog eenmaal het verleden om te zorgen dat Goob de honkbalwedstrijd niet mist en dus een fijne toekomst krijgt. Zelf wordt hij eindelijk geadopteerd.

## Stemverdeling

### Originele versie
- Stephen J. Anderson - Bowler Hat Guy, Grandpa Bud en Tallulah
- Angela Bassett - Mildred
- Paul Butcher - Stanley
- John H. H. Ford - Mr. Harrington
- Jordan Fry - Lewis
- Nathan Greno - Lefty
- Don Hall - Coach en Gaston
- Daniel Hansen - Lewis
- Kelly Hoover - Aunt Billie
- Matthew Josten - Michael "Goob" Yagoobian
- Tom Kenny - Mr. Willerstein
- Joe Mateo - T-Rex
- Dara McGarry - Mrs. Harrington / Receptionist
- Laurie Metcalf - Lucille Krunklehorn
- Tracey Miller-Zarneke - Lizzy
- Michaela Jill Murphy - Young Franny
- Aurian Redson - Frankie
- Ethan Sandler - Doris, CEO, Spike Dmitri, Laszlo, Fritz en Petunia
- Tom Selleck - Cornelius
- Wesley Singerman - Wilbur
- Nicole Sullivan - Franny
- Adam West - Uncle Art
- Joe Whyte - Reporter
- Harland Williams - Carl

### Nederlandse stemverdeling
- Marjolein Algera - Doktor Lucile Krunklehorn
- Alexander van Breemen - Frankie
- Jannemien Cnossen - Mevrouw Harrington
- Huub Dikstaal - Carl
- Ruud Drupsteen - Meneer Willerstein
- Anouk Doumen - Lizzy
- Ewout Eggink - Journalist
- Magali de Fremery - Franny
- Bas Hoeflaak - Dimitri
- Dieter Jansen - Gaston
- Pim Koopman - Directeur
- Leon Krijgsman - T-rex
- Stan Limburg - Meneer Harrington & Cornelius
- Angelo Luijkx - Stanley
- Fred Meijer - Lewis & Laszlo
- Chazia Mourali - Tallulah
- Reinder van der Naalt - Fritz / Petunia
- Bart Oomen - Oom Art
- Beatrijs Sluijter - Milderd
- Jasper Sohier - Lewis (jong)
- Victor van Swaay - Bolhoedman (Goob)
- Pamela Teves - Tante Billie
- Yannick van de Velde - Wilbur
- Robin Virginie - Jonge Franny
- Xavier Werner - Goob (jong)
- Olaf Wijnants - Opa / Carl
- Peter van de Witte - Spike
- Simon Zwiers - Coach

- Regie: Ruud Drupsteen
- Vertaling: Frans van Deursen
- Techniek: Stephan Kern
- Stemstudio: Sun Studio Holland (tegenwoordig SDI-Iyuno)
- Nederlandse productie: Disney Character Voices International, Inc.

Overige stemmen worden vertolkt door: Tim Blankestein, Boyan van der Heijden, Stephan Kern, Laura Vlasblom en Barry Worsteling.

### Vlaamse stemverdeling
- Gene Bervoets - Cornelius
- Warre Borgmans - Opa Bud
- James De Graef - Stanley
- Koen De Graeve - Laszlo & Journalist
- Vic De Wachter - Oom Art & Coach
- Jo Decaluwe - T-Rex
- Govert Deploige - Oom Gaston & Mr. Harrington
- Sien Eggers - Lucille
- Pieter Embrechts - Bolhoedman (Goob)
  - Matthias Lybeert - Goob (jong)
- Toon Ieven - Wilbur
- An Jordens - Tante Billie
- Esther Lybeert - Franny
  - Magali Lybeert - Franny (jonge)
- Valerie Lybeert - Lizzy
- Felix Peeters - Lewis
- Stefan Perceval - Frankie
- Karin Tanghe - Mildred
- Peter Thyssen - Fritz & Petunia
- Koen Van Impe - Oom Spike, Oom Dimitri & Tallulah
- Katrien Vandendries - Mrs. Harrington
- Herman Verbruggen - Carl
- Mark Verstraete - Mr. Willerstein

- Regie: Michaël Pas & Anne Mie Gils
- Vertaling: Zaam
- Techniek: Jan Hessens
- Stemstudio: Sun Studio België (tegenwoordig SDI-Iyuno)
- Nederlandse productie: Disney Character Voices International, Inc.

Overige stemmen worden vertolkt door: Gert Lahousse, Brice Ledroit, en Michaël Pas.

## Achtergrond

### Productie
De productie van Meet the Robinsons begon tijdens de fusie van Disney en Pixar, waardoor John Lasseter werd aangewezen als hoofd van het productieteam. Hij vond in de originele versie van het script de antagonist niet eng of bedreigend genoeg, en stond erop dat het script zou worden aangepast. In de 10 maanden erop werd bijna 60% van het originele script herschreven.

### Ontvangst
De film werd over het algemeen goed ontvangen. Op Rotten Tomatoes scoorde de film 66% aan positieve beoordelingen. Metacritic gaf de film een gemiddelde score van 61 uit 100.
De film bracht in totaal $169.333.034 op.

### Filmmuziek
De muziek van de film werd uitgebracht als album op 27 maart 2007. Artiesten die bij hebben gedragen aan de filmmuziek zijn Jonas Brothers, Rufus Wainwright, Rob Thomas, Jamie Cullum, The All-American Rejects, en They Might Be Giants.
De nummers zijn:
1. "Another Believer" - Rufus Wainwright
2. "Little Wonders" - Rob Thomas
3. "The Future Has Arrived" - The All-American Rejects
4. "Where is Your Heart At?" - Jamie Cullum (written by Wainwright)
5. "The Motion Waltz (Emotional Commotion)" - Rufus Wainwright
6. "Give Me the Simple Life" - Jamie Cullum
7. "The Prologue" (Score)
8. "To the Future!" (Score)
9. "Meeting the Robinsons" (Score)
10. "The Science Fair" (Score)
11. "Goob's Story" (Score)
12. "A Family United" (Score)
13. "Pop Quiz and the Time Machine Montage" (Score)
14. "The Evil Plan" (Score)
15. "Doris Has Her Day" (Score)
16. "Setting Things Right" (Score)
17. "There's a Great Big Beautiful Tomorrow" - They Might Be Giants
18. "Kids of the Future" - Jonas Brothers

## Prijzen en nominaties
In 2008 won Meet the Robinsons een Young Artist Award voor Best Performance in a Voice-Over Role - Young Actor (Paul Butcher)
De film werd verder genomineerd voor acht andere prijzen, waaronder nog twee Young Artist Awards, een Golden Reel Award, een Artios Award en twee Annie Awards.